# Omphaletis florescens
Omphaletis florescens là một loài bướm đêm trong họ Noctuidae.